# 82 Geminorum
82 Geminorum är en misstänkt variabel (VAR:) i stjärnbilden Tvillingarna.
82 Geminorum har visuell magnitud +6,18 och varierar utan någon fastställd amplitud eller periodicitet. Den befinner sig på ett avstånd av ungefär 790 ljusår.